# WFC Zhytlobud-2 Járkov
El Women's Football Club Zhytlobud-2 Járkov (en ucraniano: Житлобуд-2 Харків) es un club de fútbol femenino ucraniano de la ciudad de Járkov, que juega en la Liga Femenina de Ucrania, máxima categoría del fútbol femenino en ese país.

## Historia
El equipo de fútbol femenino, que luego pasó a formar parte de Zhytlobud-2, fue fundado en 2004, año en las jugadoras de fútbol de Járkov se convirtieron en las ganadoras del torneo entre las niñas nacidas en 1991-1992, que tuvo lugar en Sebastopol bajo los auspicios del Ministerio de Educación y Ciencia de Ucrania. En el otoño de 2007, el entrenador y director del equipo Yevhen Pogorelov le pidió apoyo a Oleksandr Konyukhov, el gerente de la empresa Zhytlobud-2, y recibió su consentimiento. El club de fútbol femenino recién creado fue nombrado por el patrocinador principal. Además de la empresa constructora, se firmó un acuerdo de cooperación con la Escuela Superior Regional de Cultura Física y Deportes de Járkov, donde los jugadores de fútbol de "Zhytlobud-2" tienen la oportunidad de obtener una educación en la especialidad "entrenador-maestro" y después de graduarse para continuar el segundo año de la Academia Estatal de Cultura Física de Járkov o la Universidad Pedagógica Nacional de Járkov que lleva el nombre de Hryhoriy Skovoroda.

## Torneos internacionales
Liga de Campeones Femenina de la UEFA
| Año     | Ronda                  | J | G | E | P | GF | GC |
| ------- | ---------------------- | - | - | - | - | -- | -- |
| 2017-18 | Fase de grupos         | 3 | 1 | 1 | 1 | 10 | 2  |
| 2020-21 | Dieciseisavos de final | 4 | 3 | 0 | 1 | 13 | 2  |
| Total   |                        | 7 | 4 | 1 | 2 | 23 | 4  |

## Palmarés
| Competición nacional           | Títulos                                        | Subcampeonatos         |
| ------------------------------ | ---------------------------------------------- | ---------------------- |
| Liga Femenina de Ucrania (6/3) | 2016, 2017, 2019/20, 2022/23, 2023/24, 2024/25 | 2014, 2017/18, 2018/19 |
| Copa de Ucrania (1/0)          | 2019/20                                        |                        |